# Epipactis helleborine schubertiorum
Epipactis helleborine subsp. schubertiorum (Bartolo, Pulv. & Robatsch) Kreutz, 2004 è una piccola pianta erbacea perenne appartenente alla famiglia delle Orchidacee.
L'epiteto sottospecifico schubertiorum è un omaggio al botanico austriaco B.Schubert.

## Distribuzione e habitat
La sottospecie è endemica dell'Italia meridionale: descritta originariamente come endemismo calabro, è stata successivamente rinvenuta anche sul Gargano.